# Stora Holk
Stora Holk är en sjö i Halmstads kommun i Halland och ingår i Genevadsåns huvudavrinningsområde.